# Live at the Roxy 9.25.14
Live at the Roxy 9.25.14 (noto anche come Live at the Roxy 25.9.14 al di fuori degli Stati Uniti d'America) è il terzo album dal vivo del chitarrista statunitense Slash, pubblicato il 15 giugno 2015 dalla Armoury Records.

## Tracce
CD 1
1. Ghost – 3:47
2. Nightrain – 5:01
3. Halo – 3:16
4. Back from Cali – 3:52
5. Stone Blind – 3:44
6. You Could Be Mine – 5:51
7. Doctor Alibi – 3:08
8. You're Crazy – 3:26
9. Wicked Stone – 6:02
10. 30 Years to Life – 5:01
11. Rocket Queen – 17:40

CD 2
1. Bent to Fly – 5:00
2. Starlight – 5:37
3. You're a Lie – 3:35
4. World on Fire – 5:02
5. Anastasia – 6:57
6. Sweet Child o' Mine – 6:29
7. Slither – 9:02
8. Paradise City – 7:50

## Formazione
Gruppo
- Slash – chitarra
- Myles Kennedy – voce
- Todd Kerns – basso, voce
- Brent Fitz – batteria
- Frank Sidoris – chitarra ritmica

Produzione
- Chris Long – produzione esecutiva
- Dustin Hinz – produzione esecutiva
- Bart Peters – produzione esecutiva
- Jeff Varner – produzione esecutiva
- Chad Bamford – missaggio
- Mazen Murad – mastering

## Classifiche
| Classifica (2015)          | Posizione massima |
| -------------------------- | ----------------- |
| Austria                    | 69                |
| Belgio (Fiandre)           | 120               |
| Belgio (Vallonia)          | 64                |
| Francia                    | 148               |
| Germania                   | 29                |
| Paesi Bassi                | 31                |
| Regno Unito                | 57                |
| Regno Unito (physical)     | 41                |
| Regno Unito (rock & metal) | 4                 |
| Scozia                     | 41                |
| Stati Uniti (hard rock)    | 11                |
| Stati Uniti (independent)  | 28                |
| Stati Uniti (rock)         | 43                |
| Svizzera                   | 60                |